# Driekleurige struikgors
De driekleurige struikgors (Atlapetes tricolor) is een zangvogel uit de familie Passerellidae (Amerikaanse gorzen).

## Verspreiding en leefgebied
Deze soort is endemisch in centraal Peru, met name in La Libertad en Junín.